# 소피의 세계 (1999년 영화)
소피의 세계(Sofies Verden, Sophie's World)는 스웨덴에서 제작된 에릭 구스타브손 감독의 1999년 영화이다. 토마스 폰 브룀센 등이 주연으로 출연하였고 존 M. 자콥슨 등이 제작에 참여하였다.

## 출연

### 주연
- 토마스 폰 브룀센
- 실리에 스토스타인

### 조연
- 본 플로버그
- 한스 알프레드슨
- 민큰 포쉐임
- 안드리네 새데르
- 닐스 복트
- 에드다 트란덤 그르조데임
- 아르네 하코나센 달
- 설리반 로이드 노드럼
- 케르스티 홀멘
- 인가르 헬게 김레
- 마크 탠디
- 에스펜 스콘베르그
- 에인드리데 에이드스볼드
- 올라 오트네스
- 핀 스카우
- 크리스찬 스콜멘
- 제스퍼 크리스텐슨
- 마이클 N. 하버
- 피요트르 사페긴
- 라스 아렌츠-핸슨
- 존 에이빈드 굴로르드
- 필립 허쉬
- 킴 하우겐
- 존 오이가르덴
- 게이르 페테르센
- 캐리 사이몬슨
- 크리스토퍼 스타입
- 스벤 헨릭슨

## 제작진
- 원작자: 조스틴 가르더
- Line PD: 루퍼트 포터
- Line PD: 반 보른다렌
- 미술: 브자르테 울프스테인
- 의상: 엘스 런드
- 의상: 토르켈 라눔
- 배역: 오이스테인 키엔네루드
- 배역: 앤 캐서린 소머펠드